# Рёль (Германия)
Рёль (нем. Röhl) — община в Германии, в земле Рейнланд-Пфальц. 
Входит в состав района Айфель-Битбург-Прюм. Подчиняется управлению Битбург-Ланд.  Население составляет 407 человек (на 31 декабря 2010 года). Занимает площадь 10,65 км².